# ESPNワイド・ワールド・オブ・スポーツ・コンプレックス
ESPNワイド・ワールド・オブ・スポーツ・コンプレックス（ESPN Wide World of Sports Complex）は、アメリカ合衆国フロリダ州オーランドのウォルト・ディズニー・ワールド・リゾートにあるスポーツ施設の複合体である。

## 概要
89ヘクタールの広大な敷地に、9つのスポーツ施設を擁する巨大スポーツ施設の複合体である。様々なプロスポーツやアマチュアスポーツのイベントが開催される。1997年にディズニー・ワイド・ワールド・オブ・スポーツ・コンプレックスとして開業し、2010年にESPNブランドとしてリブランディングが行われ、現在の名称となった。2020年にはNBAシーズン残り全試合が行われる予定。

## 施設
- チャンピオン・スタジアム
- HPフィールド・ハウス
- ビザアスレチック・センター
- ザ・アリーナ
- ヘス・スポーツ・フィールド
- ベースボール・クアドラプレックス
- ダイアモンドプレックス
- センターコート・スタジアム
- クロス・カントリー・コース
- トラック・アンド・フィールド・コンプレックス